# Peabody & Stearns
Peabody & Stearns fue un estudio de arquitectura de primer nivel en el este de los Estados Unidos a finales del siglo XIX y principios del siglo XX. Con sede en Boston, Massachusetts, la empresa estaba formada por Robert Swain Peabody (1845-1917) y John Goddard Stearns Jr. (1843-1917). La firma trabajó en una variedad de diseños, pero está estrechamente asociada con el Estilo Shingle.

## Historia
Peabody & Stearns la formaron formó en 1870 los arquitectos Robert Swain Peabody y John Goddard Stearns, que permanecieron en sociedad desde 1870 hasta su muerte, con pocos días de diferencia, en 1917. Julius Schweinfurth era su principal dibujante.
Con la incorporación de Pierce P. Furber, presumiblemente como socio, la firma se convirtió en Peabody, Stearns & Furber. Posteriormente, la firma fue reemplazada por W. Cornell Appleton, uno de los arquitectos de Peabody & Stearns, y Frank Stearns, hijo de Frank, como Appleton & Stearns.

## Obras
Peabody & Stearns diseñó numerosos edificios comerciales, muchos de ellos ubicados en Boston, incluida la Custom House Tower (1915). Muchos de sus diseños presentaban una torre, que se convirtió en uno de los primeros elementos de la firma. También fueron importantes diseñadores de edificios tanto para universidades como para internados privados, y recibieron comisiones de más de 40 escuelas, principalmente en el noreste, incluida la Universidad de Harvard.
La firma diseñó casas de campo y cabañas principalmente en la Costa Este de los Estados Unidos, y residencias para casi todas las necesidades de vivienda, principalmente en el Nordeste de Estados Unidos, más de 70 se están construyendo solo en el vecindario de Back Bay de Boston. La firma construyó a su vez varias mansiones de la Gilded Age, como Wheatleigh (1894), Rough Point (1891) y Elm Court (1885). La firma también diseñó monumentos como el Monumento de Dorchester Heights (1902) y el Angell Memorial Fountain (1912), ambos en Boston.
Tras la muerte de ambos socios fundadores en 1917, la firma fue sucedida por uno de sus arquitectos, W. Cornell Appleton, y el hijo de Stearns, Frank, como Appleton & Stearns.

## Galería

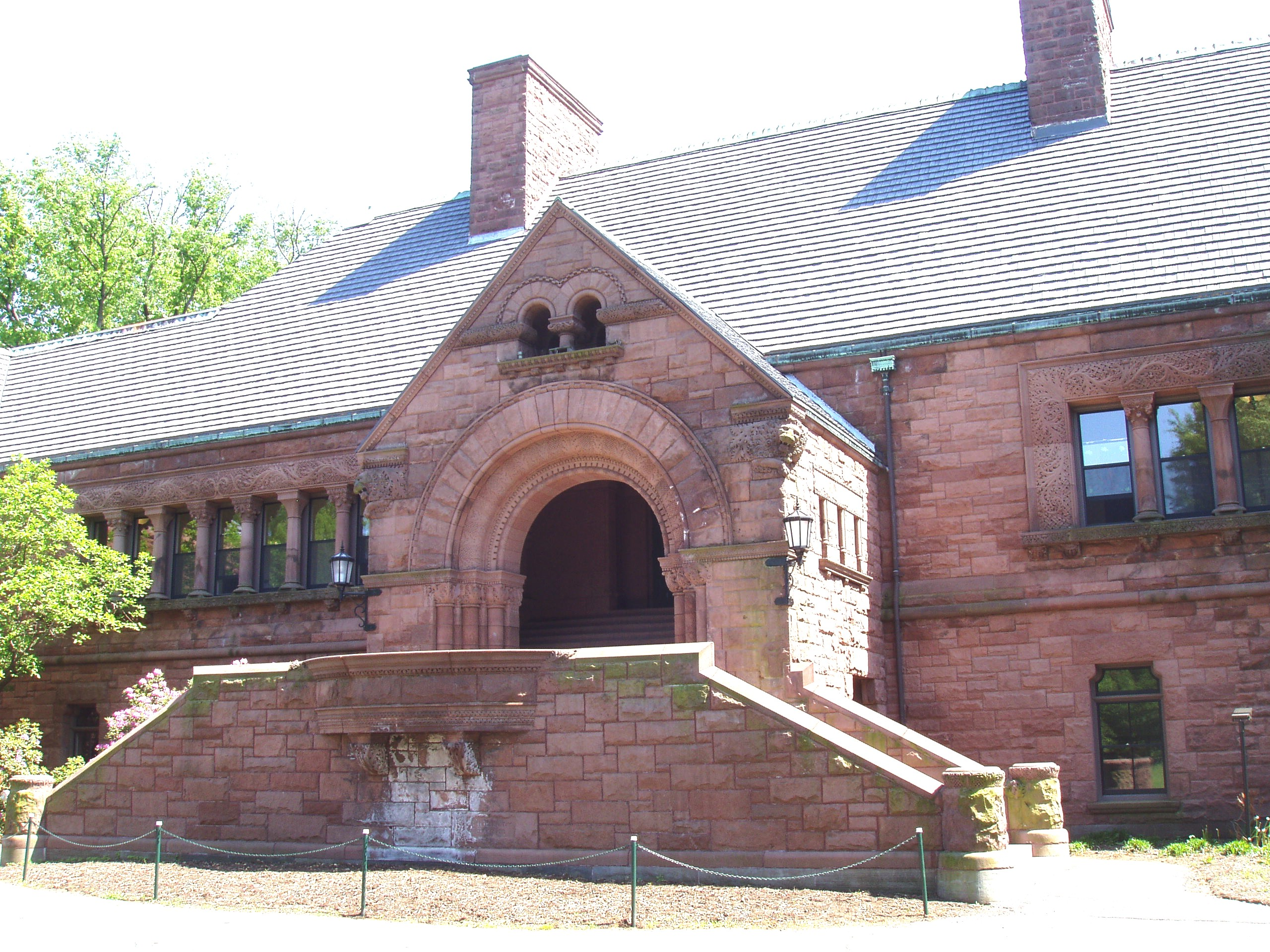
Memorial Hall, la escuela de Lawrenceville
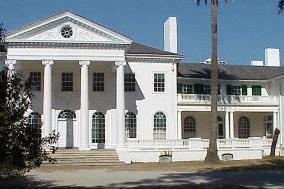
Plum Orchard, construido en 1898
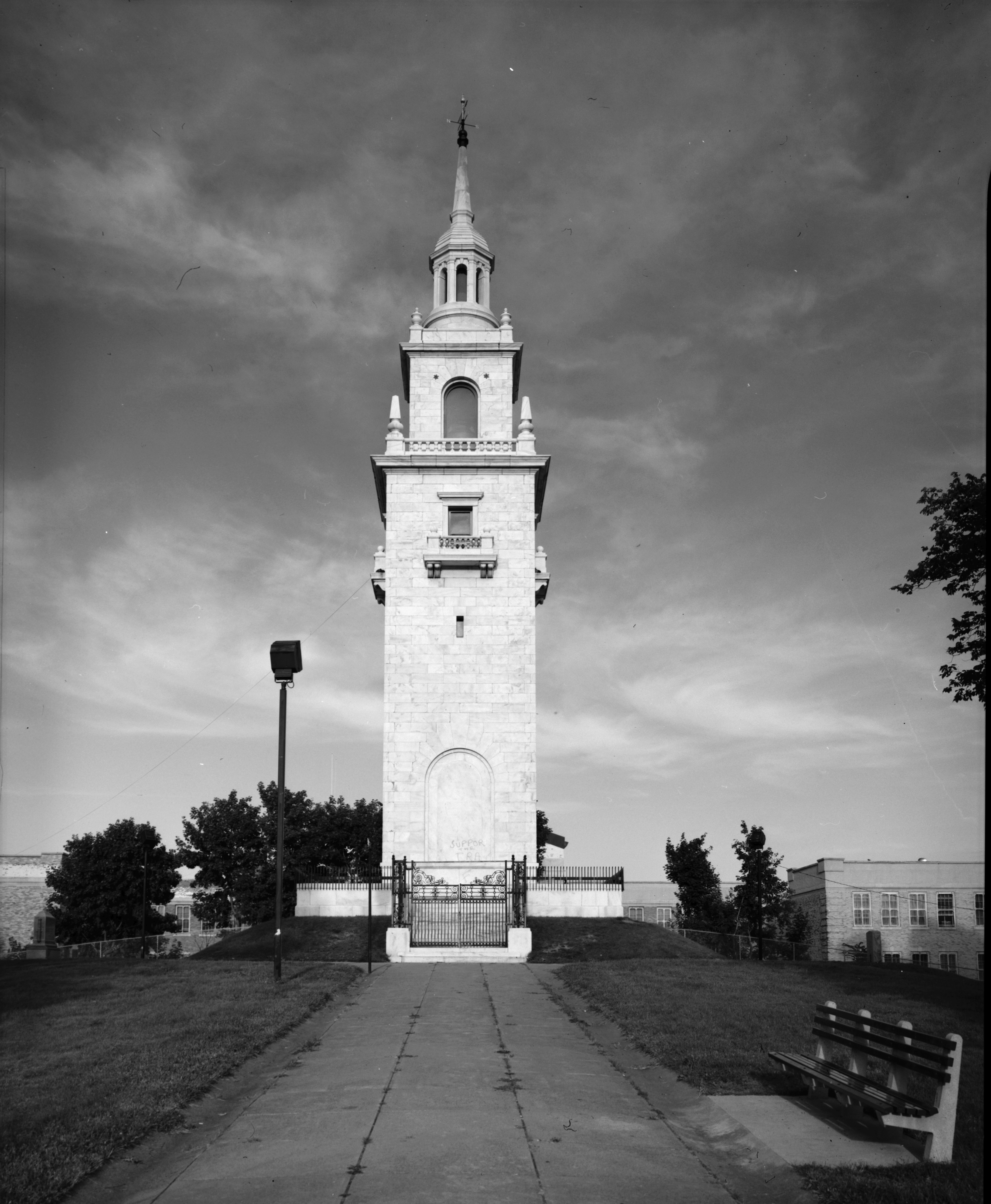
Monumento de Dorchester Heights
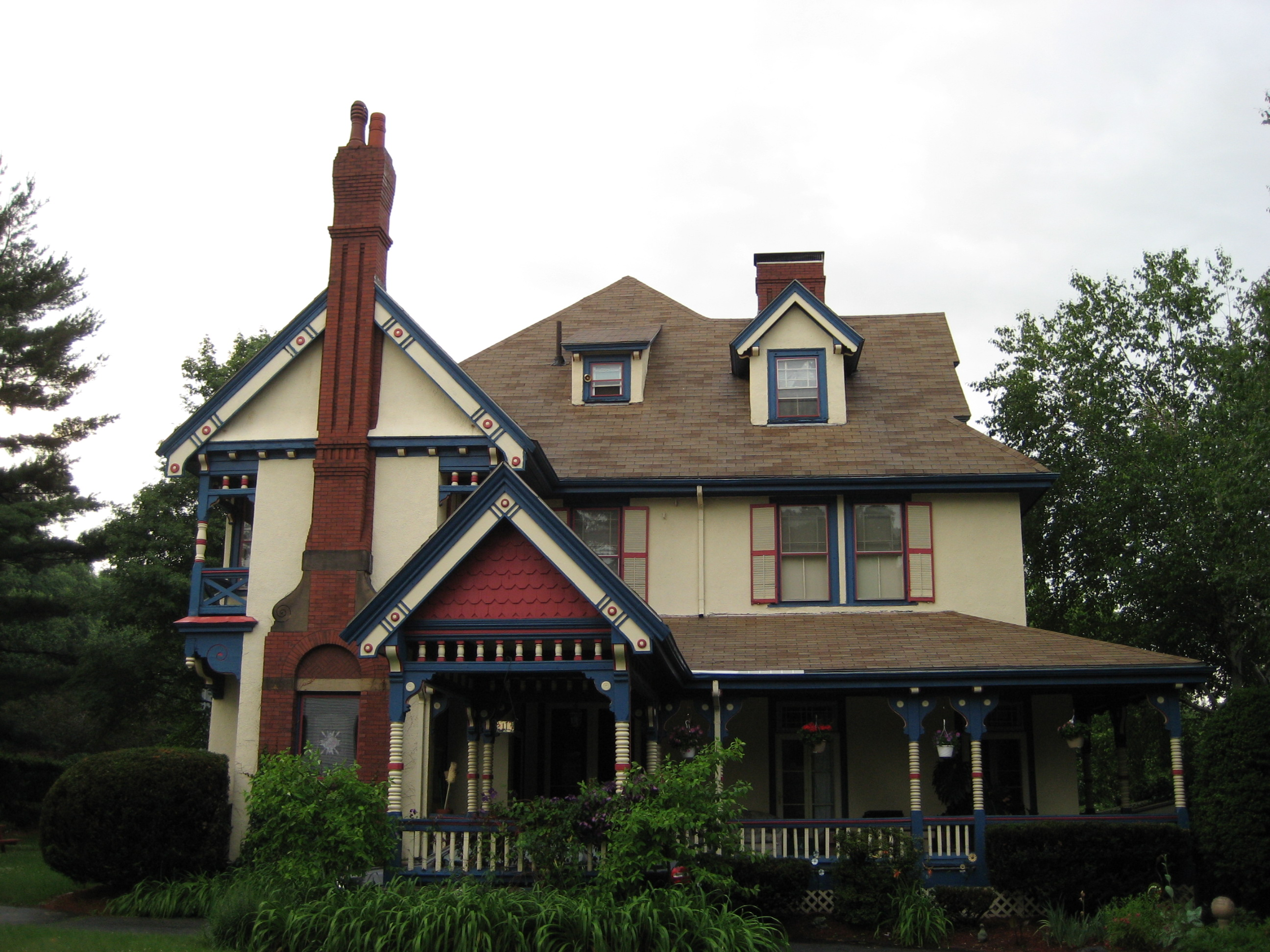
Casa  de Henry Bradlee Jr.
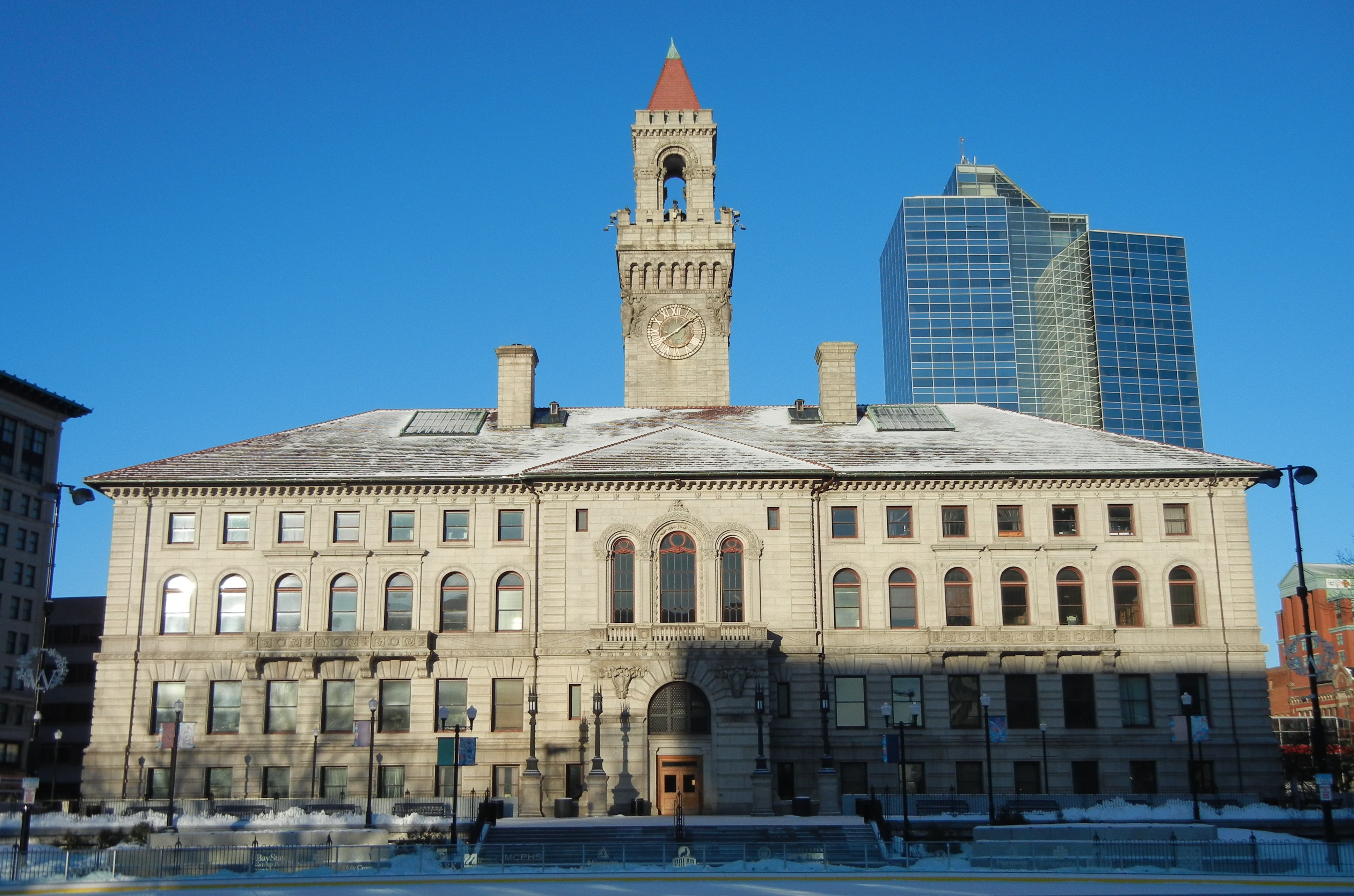
Ayuntamiento de Worcester
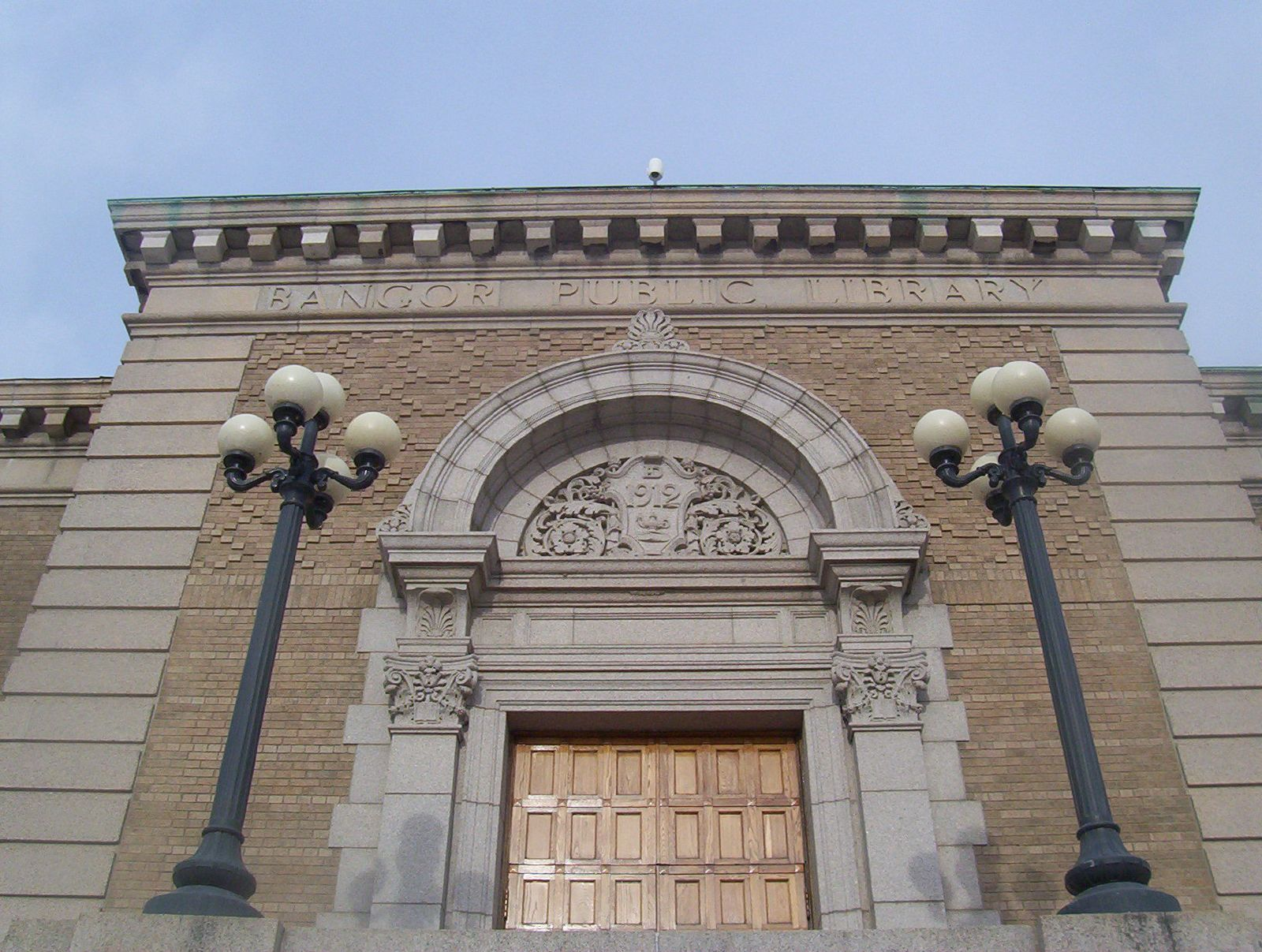
Biblioteca Pública de Bangor
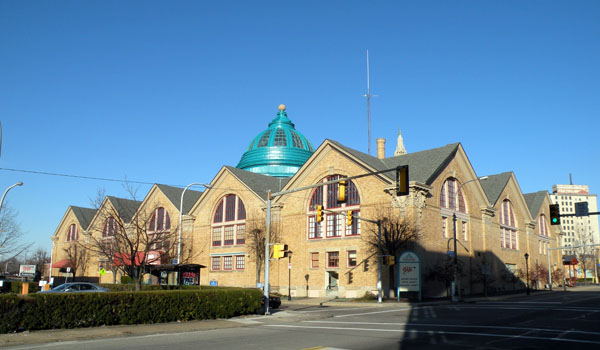
East Liberty Market
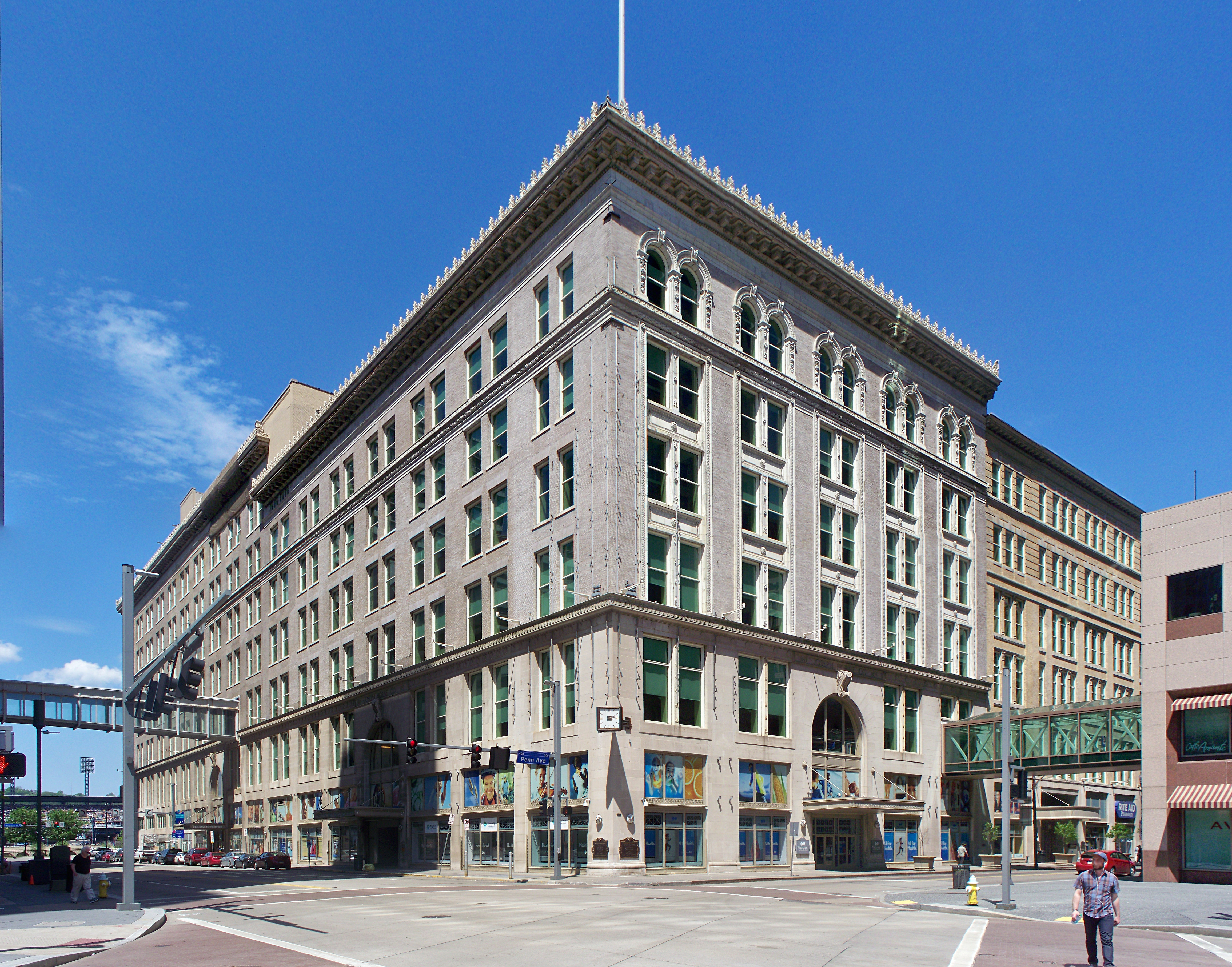
Grandes almacenes Joseph Horne Company